# 上白美央
上白 美央（かみしろ みお、1999年7月16日 - ）は、日本の女優。元AV女優。MIO（みお）の芸名でも活動。

## 略歴
2022年2月、マドンナの専属女優としてAVデビュー。
2022年4月19日の公式ツイッターで、専属を離れ企画単体女優となることを報告。
2023年12月31日のツイッターで、2024年2月末で引退を報告。
AV引退後はMIO（みお）に芸名を改め、舞台女優として活動。

## 作品

### アダルトDVD
2022年
- 脱いだら衝撃の美裸体Gカップ―。 夫しか知らない“神乳”人妻 上白美央 28歳 AV DEBUT（2月8日、マドンナ）※ブルーレイ同時発売
- Gカップ神乳人妻 中出し解禁!! 夫には口が裂けても言えません、お義父さんに孕ませられたなんて…。 ―1泊2日の温泉旅行で、何度も何度も中出しされてしまった私。―（3月8日、マドンナ）
- 美巨乳Gカップ第3弾!!初本格NTR作品!! パートタイムNTR 工場で屈強な男の肉体に溺れた妻（4月12日、マドンナ）
- 極上スタイル×Hカップ美巨乳 Boin「上白美央」Box Sっ気たっぷり巨乳娘のおっぱい&美乳首をボインマスターが調理するッ!（5月17日、ABC）
- 色白くびれボインの淫乱娘と混浴肉欲温泉デート（5月17日、LOVEま○こ）
- 満員バスで背後から制服越しにねっとり乳揉み痴漢され腰をクネらせ感じまくる巨乳女子○生 16（6月9日、ナチュラルハイ）他出演:三舩みすず、結城りの、有馬美玖

2023年
- 怪獣戦隊ジュウカイザー 第6.5話 捕らわれた蘭堂天！ エンジェラシーの悪戯（1月13日、GIGA）他出演:天馬ゆい

2024年
- どこでもおしっこ! 素人娘の大放尿28人 スロー再生でじっくり鑑賞できるマニア向け映像 9（6月4日、かぐや姫Pt/妄想族）
- 素人なのにディルドオナニーで激しく感じちゃう一般人娘 13（6月25日、かぐや姫Pt/妄想族）
- 【個撮】どこでもフェラ17 11人（11月5日、かぐや姫Pt/妄想族）

### アダルトVR
- 働く女性を気持ち良くする竿男のお仕事を時給千円ではじめました。ビル清掃員のボクの密かな楽しみは、残業中のインテリ女子社員のストレス解消の性的サポートをさせていただくことです。（2022年6月7日、Hunter）共演:中野真子　他出演:一条みお
- 「ショート？黒髪ロング？どっちがタイプなの？」新歓コンパで潰されお持ち帰りされた僕は… チ●コ不能になるまで無限射精させられるW巨乳痴女サンドイッチ逆3P（2022年12月21日、kawaii）共演:流川莉央

### ネット配信
2022年
- 【健康美女】【弾ける美巨乳】水泳インストラクター!鍛えた身体に超ピンク乳首！健康的な笑顔と艶っぽいギャップ! ネットでAV応募→AV体験撮影 1828（5月12日、シロウトTV）
- みお(23)（5月14日、素人げっちゅ）

### イメージDVD
2022年
- Healing Time（6月3日、ファインピクチャーズ）※ブルーレイ同時発売
- GLAMOROUS NUDE（6月28日、Precious Beauty）※ブルーレイ同時発売

### デジタル写真集
- 甘サド 気の強いショートカット娘のHカップ美巨乳を弄りまわす!（2022年6月8日、BB動画）

## 出演

### 舞台
- GIGAスーパーヒロインライブvol.3（2022年12月3日、秋葉原From Scratch）- ジュウキャット 役[4]
- GIGA30周年スーパーヒロインライブ2Days（2025年6月28日、29日、東京・from scratch）- シノビホワイト変身後/シノビホワイト変身前（28日）ジュウピンク変身後/ジュウピンク変身前（29日） 役[5]

### ウェブドラマ
- 怪獣戦隊ジュウカイザー（2022年12月9日 ‐ 2023年1月27日、ギガ特撮チャンネル/YouTube）- ジュウピンク/蘭堂天 役